# Liste der Monuments historiques in Béthancourt-en-Valois
Die Liste der Monuments historiques in Béthancourt-en-Valois führt die Monuments historiques in der französischen Gemeinde Béthancourt-en-Valois auf.

## Liste der Bauwerke
| Bezeichnung       | Beschreibung                  | Standort | Kennzeichnung | Schutzstatus | Datum | Bild           |
| ----------------- | ----------------------------- | -------- | ------------- | ------------ | ----- | -------------- |
| Kirche St-Sulpice | Erbaut ab dem 12. Jahrhundert | (Lage)   | PA00114524    | Inscrit      | 1949  | weitere Bilder |

## Liste der Objekte

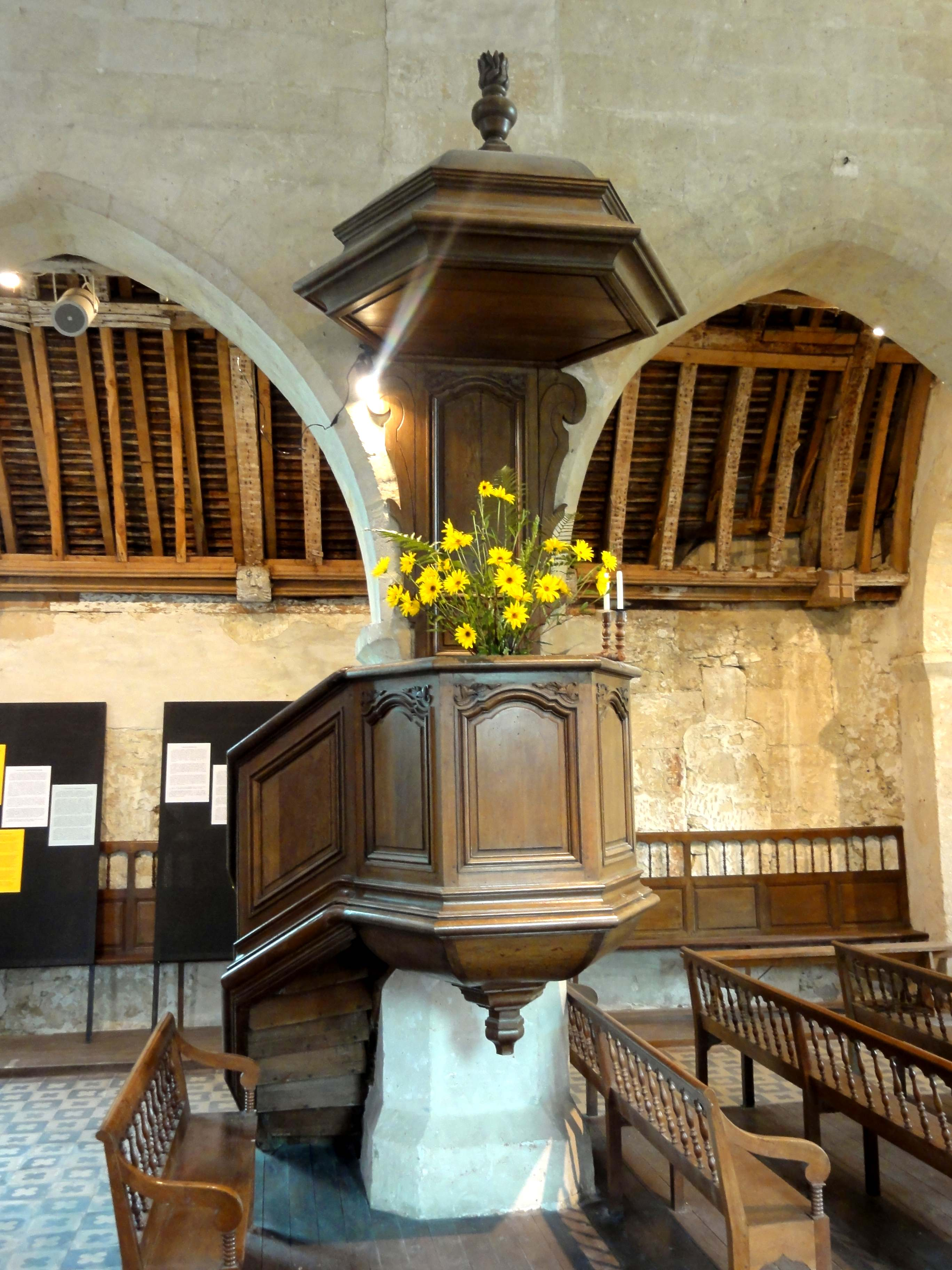
Kanzel (18. Jahrhundert) in der Kirche St-Sulpice

- Monuments historiques (Objekte) in Béthancourt-en-Valois in der Base Palissy des französischen Kultusministeriums